# Église Saint-Christophe de Charnay
 (juillet 2018).
 (juillet 2018).
Si vous disposez d'ouvrages ou d'articles de référence ou si vous connaissez des sites web de qualité traitant du thème abordé ici, merci de compléter l'article en donnant les références utiles à sa vérifiabilité et en les liant à la section « Notes et références ».
L'église Saint-Christophe de Charnay est une église située sur le territoire de la commune de Charnay dans le département français du Rhône dans la région Auvergne-Rhône-Alpes (dans l'ancienne région Rhône-Alpes).

## Historique
La construction de l'église aurait commencée à la fin du XIe siècle, en tant que chapelle du château voisin. Abside, chœur et base du clocher datent de cette époque.
L’église est inscrite au titre des monuments historiques depuis le 19 juillet 1974.
Une statue de saint Christophe datant du XIIIe siècle, classée au titre des monuments historiques, est visible dans l'abside.
Le clocher a été surélevé en 1929 d'après des plans de l'architecte Bonnetin, perdant à cette occasion son caractère roman.

## Description
Nombreuses chapelles :
- mur nord de la nef : chapelles Saint-Claude, Saint-Joseph et du Sacré Cœur ;
- depuis le chœur, côté sud : chapelles de la Vierge, Saint-Vincent et des fonts baptismaux.